# Egzarchat Rawenny

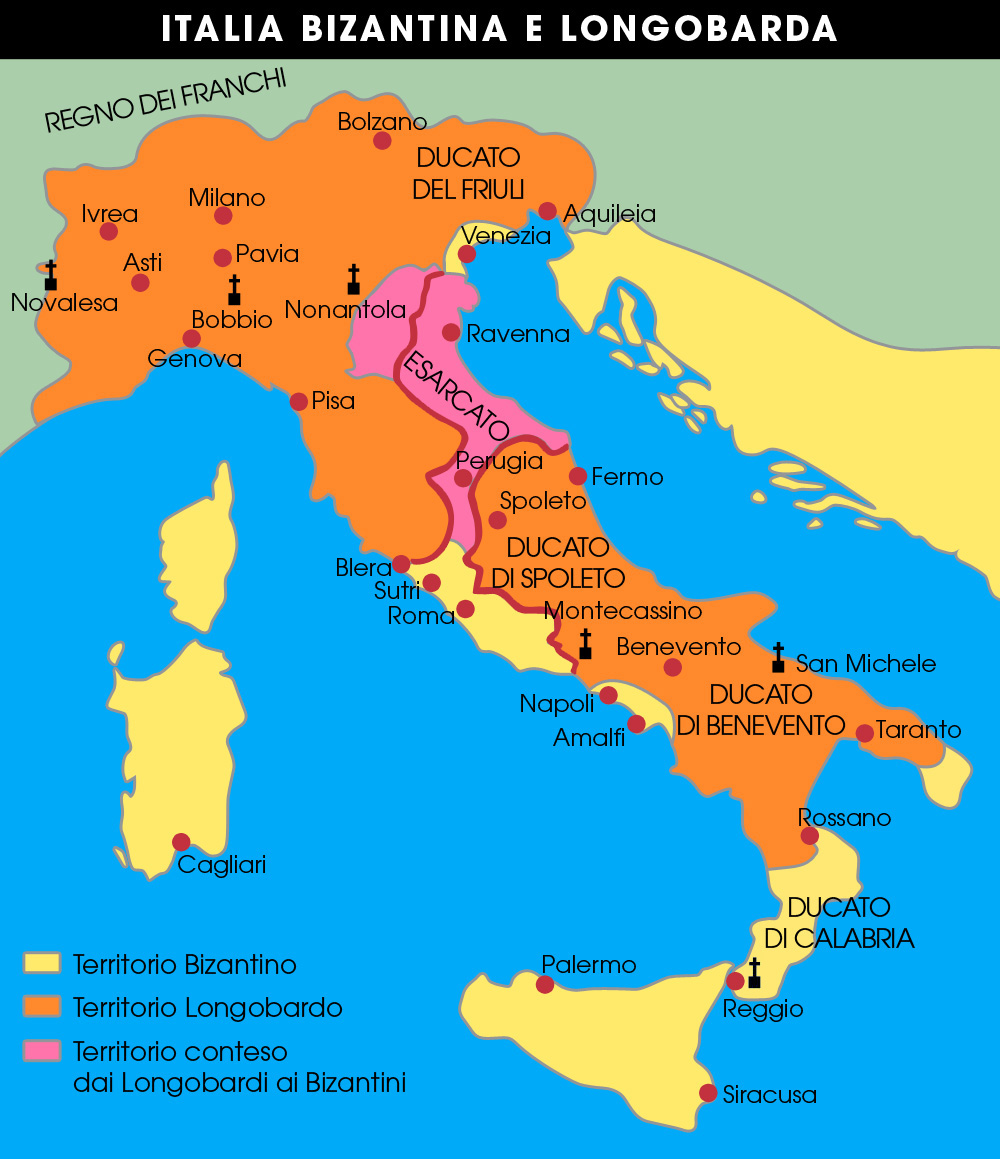
Bizantyjska Italia. Egzarchat Rawenny zaznaczony na różowo

Egzarchat Rawenny – historyczna prowincja bizantyjska utworzona w 584 roku przez cesarza Maurycjusza na Półwyspie Apenińskim w celu zabezpieczenia terytorium cesarskiego przed Longobardami. 
Egzarchat podzielony był na kilka mniejszych jednostek terytorialnych (m.in. Rzym, Wenecja, Kalabria, Spoleto), co miało usprawnić jego organizację. W wyniku najazdów ze strony Longobardów oraz podległych im księstw Spoleto oraz Benewentu, terytorium egzarchatu nieustannie zmniejszało się. Ostatecznie egzarchat upadł po zajęciu Rawenny przez Longobardów w 751 roku, co położyło kres bizantyńskiemu panowaniu w północnej Italii.
Południowa część egzarchatu weszła później w skład Katepanatu Italii.

## Egzarchowie Rawenny
- Decjusz (584–585)
- Smaragdus (585–589)
- Roman (589–598)
- Kalinik (598–603)
- Smaragdus (ponownie, 603–611)
- Jan I Lemigius (611–615)
- Eleuteriusz (616–619)
- Izaak (625–643)
- Teodor I Calliopas (643–645)
- Platon (645–649)
- Olimpios (649–652)
- Teodor I Calliopas (652–666)
- Grzegorz (666–678)
- Teodor II (678–687)
- Jan II Platinus (687–702)
- Teofilakt (702–710)
- Jan III Rizocopo (710–711)
- Entychiusz (711–713)
- Scholastyk (713–726)
- Paweł (726–727)
- Eutychiusz (728–752)